# Sir Army Suit
| 전문가 평가 | 전문가 평가 |
| 평가 점수   | 평가 점수   |
| 출처        | 점수        |
| ----------- | ----------- |
| Allmusic    | 2.5/별      |

《Sir Army Suit》는 캐나다의 록 밴드 클라투의 세 번째 음반이다.

## 발매
캐피틀 레코드와 밴드의 적극적인 홍보에도 불구하고, 라이브 라디오 쇼와 전화로 밴드 멤버 인터뷰를 하는 등 음반 판매량은 보통 수준이었는데, 1977년 비틀즈가 익명으로 녹음했다는 소문이 사라진 이후 밴드에 대한 대중의 관심이 퇴색했기 때문이다. 《Sir Army Suit》와 함께, 밴드는 그들의 이미지를 대중에게 공개하기 시작했는데, 처음에는 음반의 삽화에서였다가 1979년 3월에 캐리커처로 뮤지션들을 묘사한 애니메이션 뮤직 비디오와 함께였다. 이 비디오는 1979년 3월 10일 《돈 커슈너의 록 콘서트》에서 방송되었다.
2013년 10월 31일, 밴드의 독자적인 음반사 클라투네스를 통해 새롭게 리마스터드된 디럭스 에디션이 발매되었다. 이번 재발행에는 〈A Routine Day〉, 〈Everybody Taked a Holiday〉, 〈Tokeymor Field〉, 〈Permanent Motion Machine〉의 뮤직 비디오가 담긴 보너스 DVD가 포함되어 있으며, 3명의 밴드 멤버 테리 드레이퍼, 디 롱, 존 월로슈크와의 1시간 분량의 인터뷰가 포함되어 있다.

## 커버 아트
이 음반은 커버가 테드 존스에 의해 그려지지 않은 유일한 오리지널 클라투 음반이며, 《Sir Army Suit》의 커버는 주로 러시와 음반 커버 작업을 하는 것으로 알려진 이언 토마스 밴드 키보디스트 휴 심에 의해 칠해졌다. 세 멤버 모두 뒷면 커버에 등장한다. 전면 커버에는 휴 심과 클라투의 이전 그래픽 아티스트인 테드 존스의 자화상이 그려져 있다. 뒷면 커버에 등장한 다른 사람들은 엘리자베스 2세, 린다와 테리 브라운 그리고 프랜시스 W. 데이비스이다.

## 곡 목록
모든 곡들은 특별한 언급이 없는 한 디 롱이 작사/작곡하였다.
| #  | 제목                         | 작사·작곡   | 재생 시간 |
| -- | ---------------------------- | ----------- | --------- |
| 1. | 〈A Routine Day〉            | 존 윌로슈크 | 3:11      |
| 2. | 〈Juicy Luicy〉              | 윌로슈크    | 3:39      |
| 3. | 〈Everybody Took a Holiday〉 |             | 3:00      |
| 4. | 〈Older〉                    |             | 3:17      |
| 5. | 〈Dear Christine〉           | 윌로슈크    | 3:53      |

| #  | 제목                         | 작사·작곡    | 재생 시간 |
| -- | ---------------------------- | ------------ | --------- |
| 1. | 〈Mister Manson〉            |              | 4:16      |
| 2. | 〈Tokeymor Field〉           | 윌로슈크     | 3:29      |
| 3. | 〈Perpetual Motion Machine〉 |              | 3:17      |
| 4. | 〈Chérie〉                   |              | 3:07      |
| 5. | 〈Silly Boys〉               | 롱, 윌로슈크 | 4:59      |